# شهرستان وایت‌پاین (نوادا)

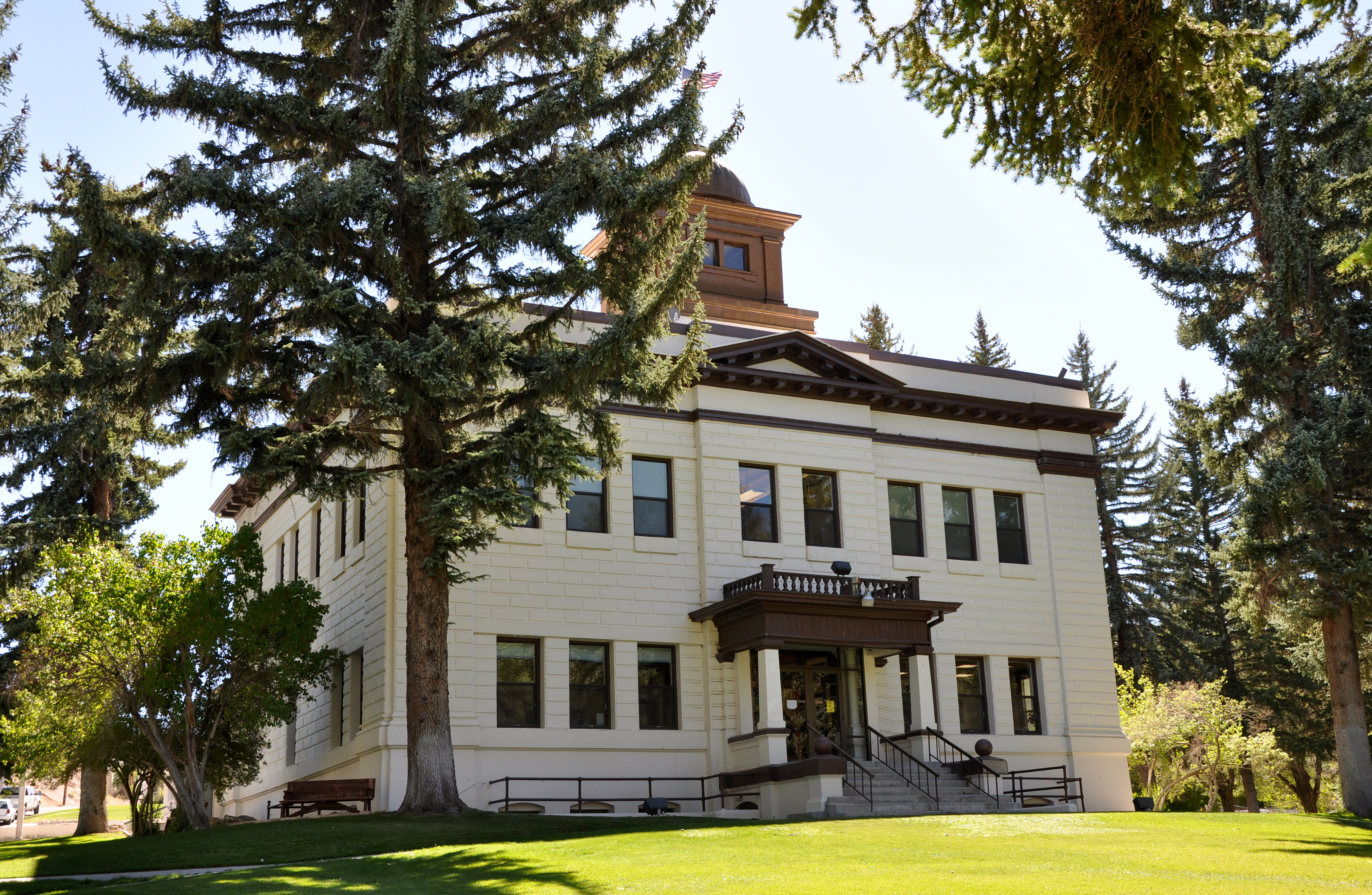
نمایی از ساختمان دادگستری شهرستان وایت‌پاین در ایالت نوادا - ۲۰۱۰

شهرستان وایت‌پاین یکی از شهرستان‌های ایالت نوادا است که در شرقی‌ترین قسمت این ایالت قرار دارد. جمعیت این شهرستان بر طبق برآورد سال ۲۰۱۰ برابر بود با ۱۰.۰۳۰ نفر. همچنین مساحت این شهرستان معادل ۲۳.۰۴۲ کیلیومتر مربع است که در این میان حدود ۵۳ کیلومتر مربع آن (حدوداً ۰.۲۳ درصد) پهنه‌های آبی و مابقی زمین است.

## پیوند
- وب‌گاه رسمی